# Convento de San Francisco (Benicarló)
El convento de San Francisco (Convent de Sant Francesc en valenciano) es un edificio religioso de estilo barroco construido entre los Siglos XVI y XVIII que se localiza en el casco urbano de Benicarló, en la Provincia de Castellón, España. Fue catalogado como bien de interés cultural de la provincia de Castellón el 28 de septiembre de 2007, con código RI-51-0012140.

## Descripción
Del antiguo convento levantado en el siglo XVI quedan muy pocos restos. Debido a las sucesivas intervenciones, el edificio que hoy se observa es del siglo XVIII.
La organización del convento gira en torno a un claustro de pequeñas dimensiones estando en uno de sus lados la iglesia. Las dependencias conventuales como la cocina, refectorio, celdas, talleres, etc., se desarrollaban en dos edificaciones de planta rectangular y tres pisos, que se articulan perpendicularmente. El claustro está cubierto por bóveda de arista, tiene tres arcos de medio punto por lado. 
Cabe destacar del conjunto la iglesia de una sola nave dividida en cuatro tramos por arcos fajones, y cubierta por bóveda de cañón; la cabecera de la iglesia es pentagonal al interior, mientras que al exterior es plana, y cubre con bóveda de crucería. Flanqueando la nave se encuentran las capillas laterales comunicadas entre sí, están cubiertas por bóveda de cañón y de aristas, dos de ellas cubren con cúpulas semiesféricas. La fachada de la iglesia se orienta hacia el sudeste a los pies de la misma, es de estilo barroco. Es mixtilínea en su remate, con óculos y puerta adintelada. En el centro del remate hay una espadaña de un solo cuerpo realizada en sillería, a los lados se encuentran pirámides y bolas.
En el siglo XX se le dieron diferentes usos, que llevaron a realizar diferentes reformas modificando el conjunto, como casa cuartel de la Guardia Civil, o trastero del Ayuntamiento.
En mayo de 1995, con la creación de la "Escuela Taller Convent de Sant Francesc", se inicia la rehabilitación del conjunto y la revalorización de su entorno, con el derribo de unas casas que ocultaban la fachada, y el 25 de junio de 2005 se inauguró en el edificio el Centro Cultural Convento San Francisco - Museo de la Ciudad de Benicarló (MUCBE). Finalmente el verano de 2017 la iglesia quedó rehabilitada.

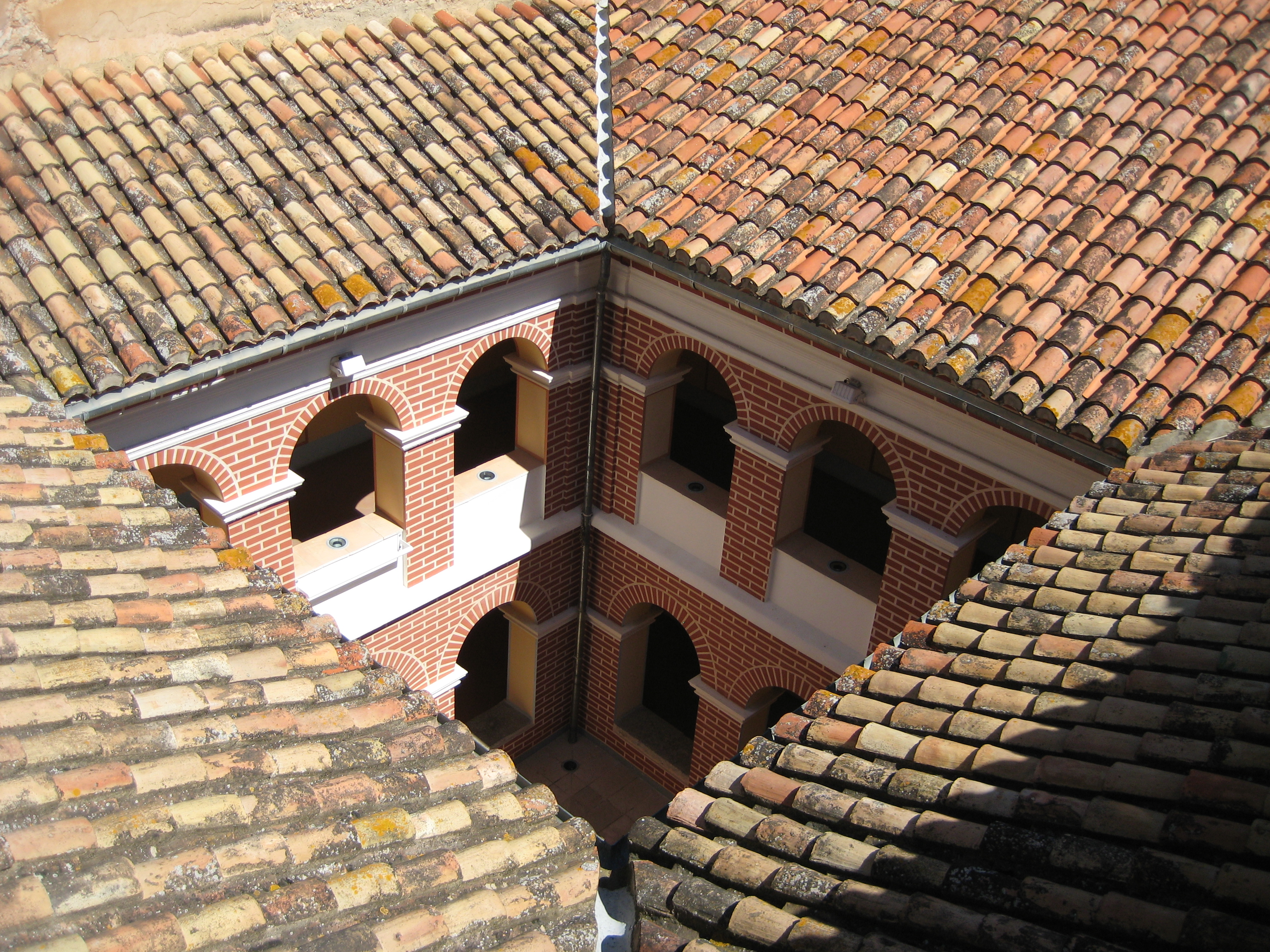
Claustro del convento.